# Nikon D780
D750 Aucun
Le Nikon D780 est un appareil photo reflex numérique plein format annoncé par Nikon le 6 janvier 2020,,,. Il a été commercialisé le 23 janvier 2020.
Il est le successeur du Nikon D750 et a intégré de nombreuses technologies de l'appareil photographique hybride Z6.

## Comparaison avec le Nikon D750
Comparé au précédent Nikon D750, cet appareil a un processeur amélioré EXPEED 6 (le D750 avait un processeur EXPEED 4), un capteur CMOS BSI qui permet de meilleures performance en basse lumière (le D750 a une plage ISO 100–12800, tandis que le D780 a une plage ISO 100–51200), et une vitesse d'obturation maximale plus élevée de 1/8000 s (contre 1/4000 s sur le D750). En mode rafale, le D780 peut photographier jusqu'à 7 images par seconde, tandis que le D750 était capable d'aller jusqu'à 6,5 im./s. En mode "live view", un mode rafale jusqu'à 12 im./s est possible. Bien qu'il n'ait pas de flash intégré comme le D750, ni de lampe d'assistance AF, il possède un hot shoe standard pour utiliser une flash externe. À la suite du passage à l'USB-C, l'appareil peut recharger la batterie EN-EL15b en interne,. Le D780 ne peut pas non plus recevoir un pack batterie avec des commandes de prise de vue en orientation portrait.

## Carte mémoire
Le D780 abandonne le récent format de carte XQD utilisé sur la plupart des appareils Nikon récents en faveur des cartes SD, dont il peut en recevoir deux.

## Galerie

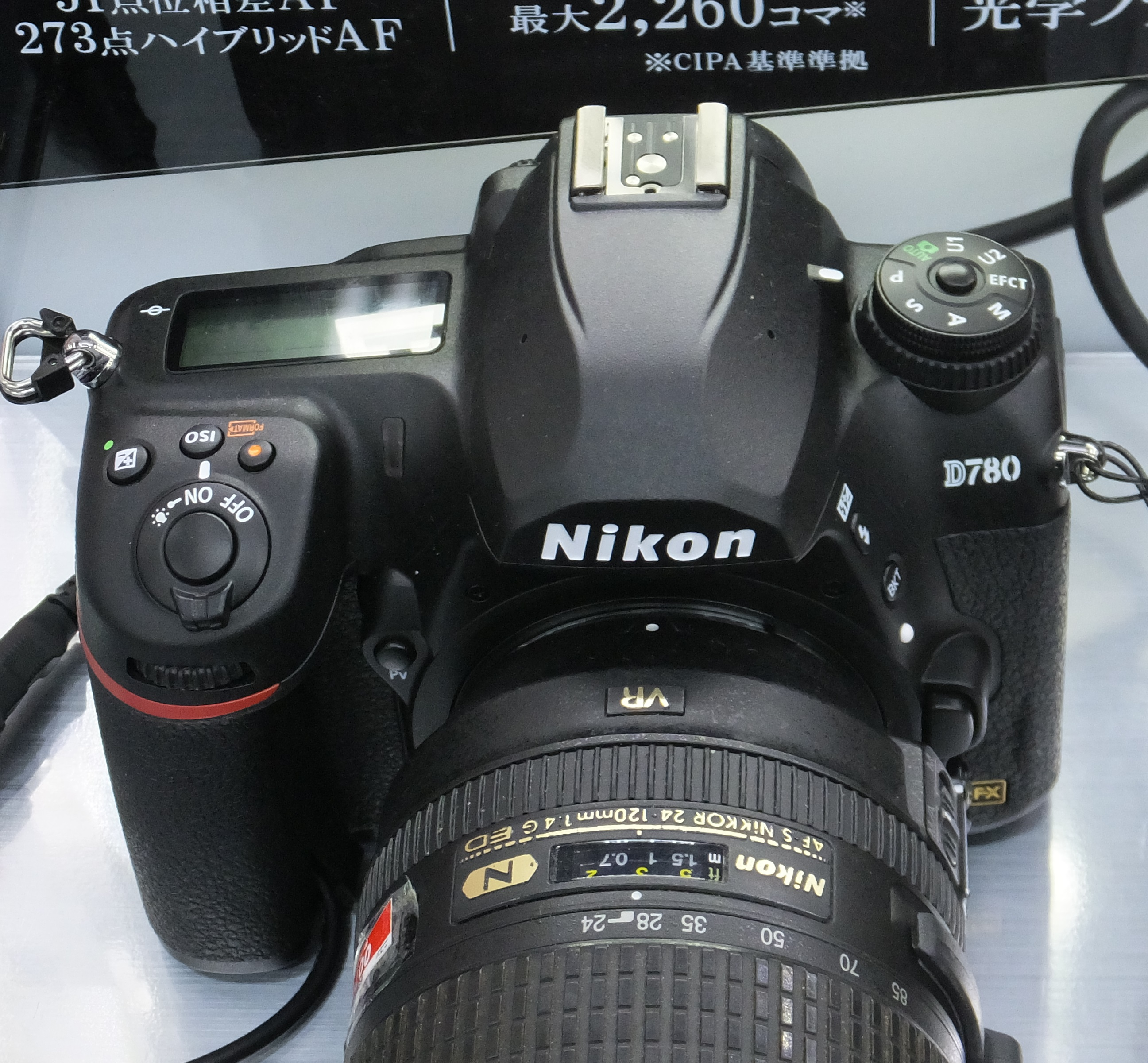
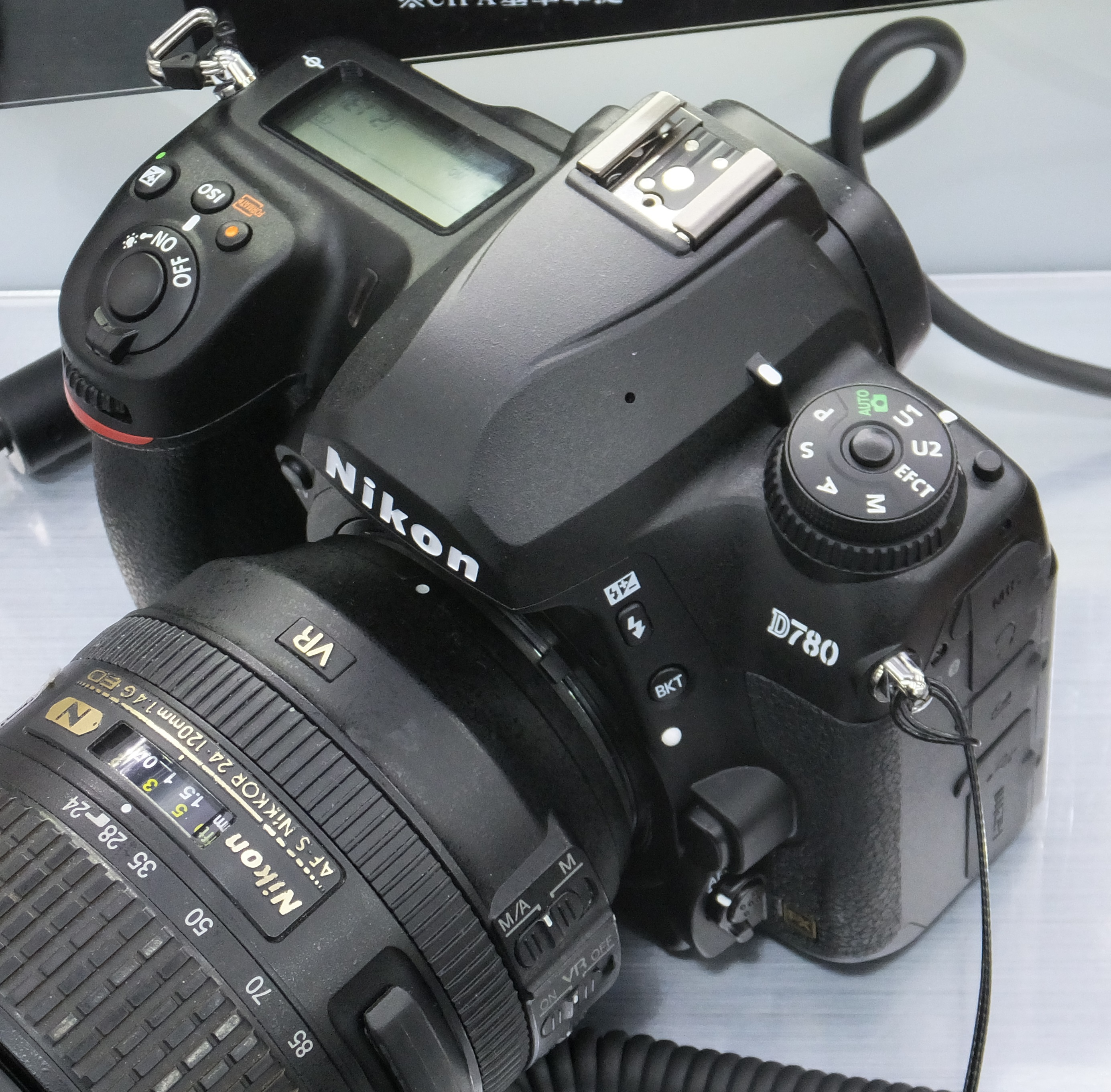
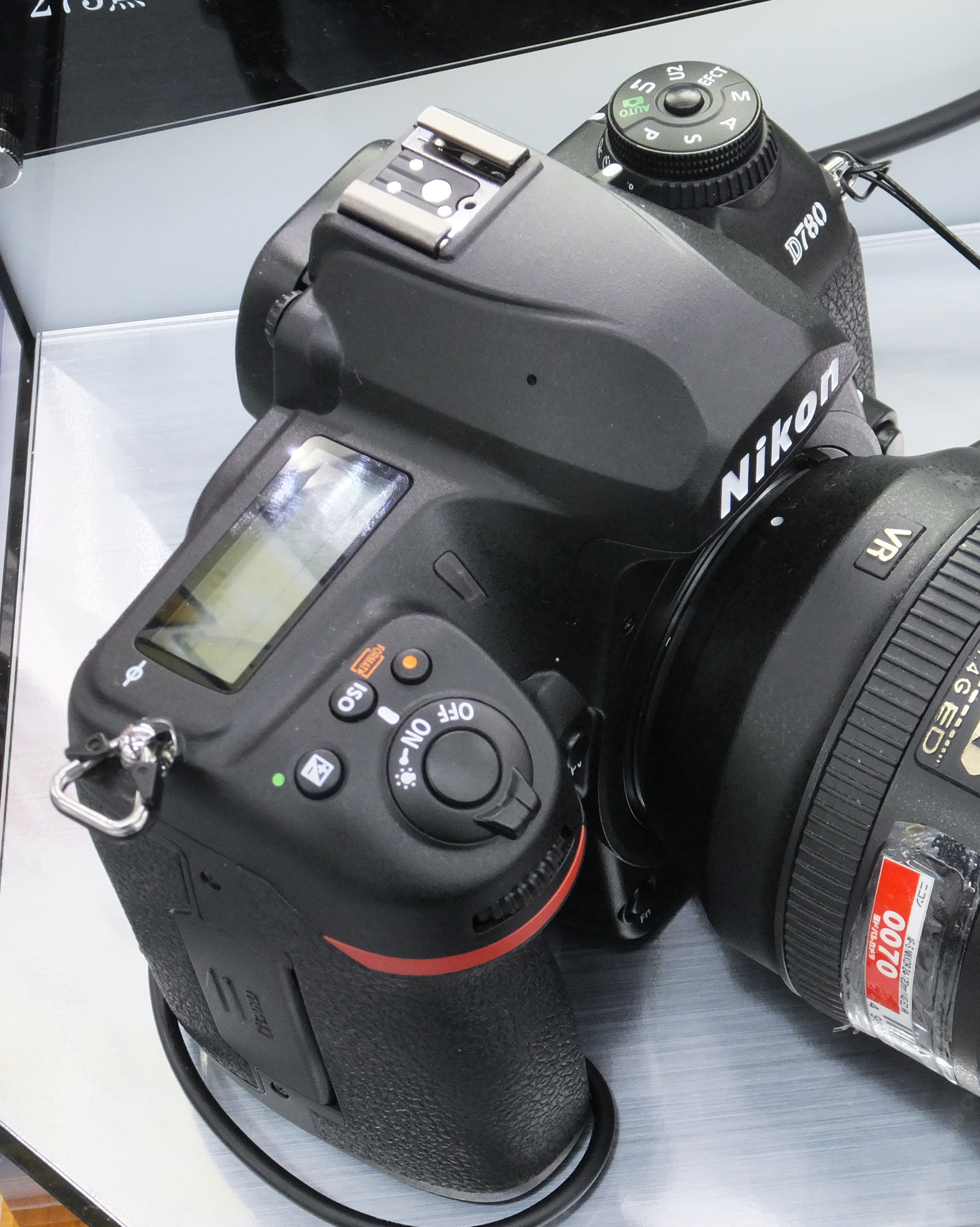
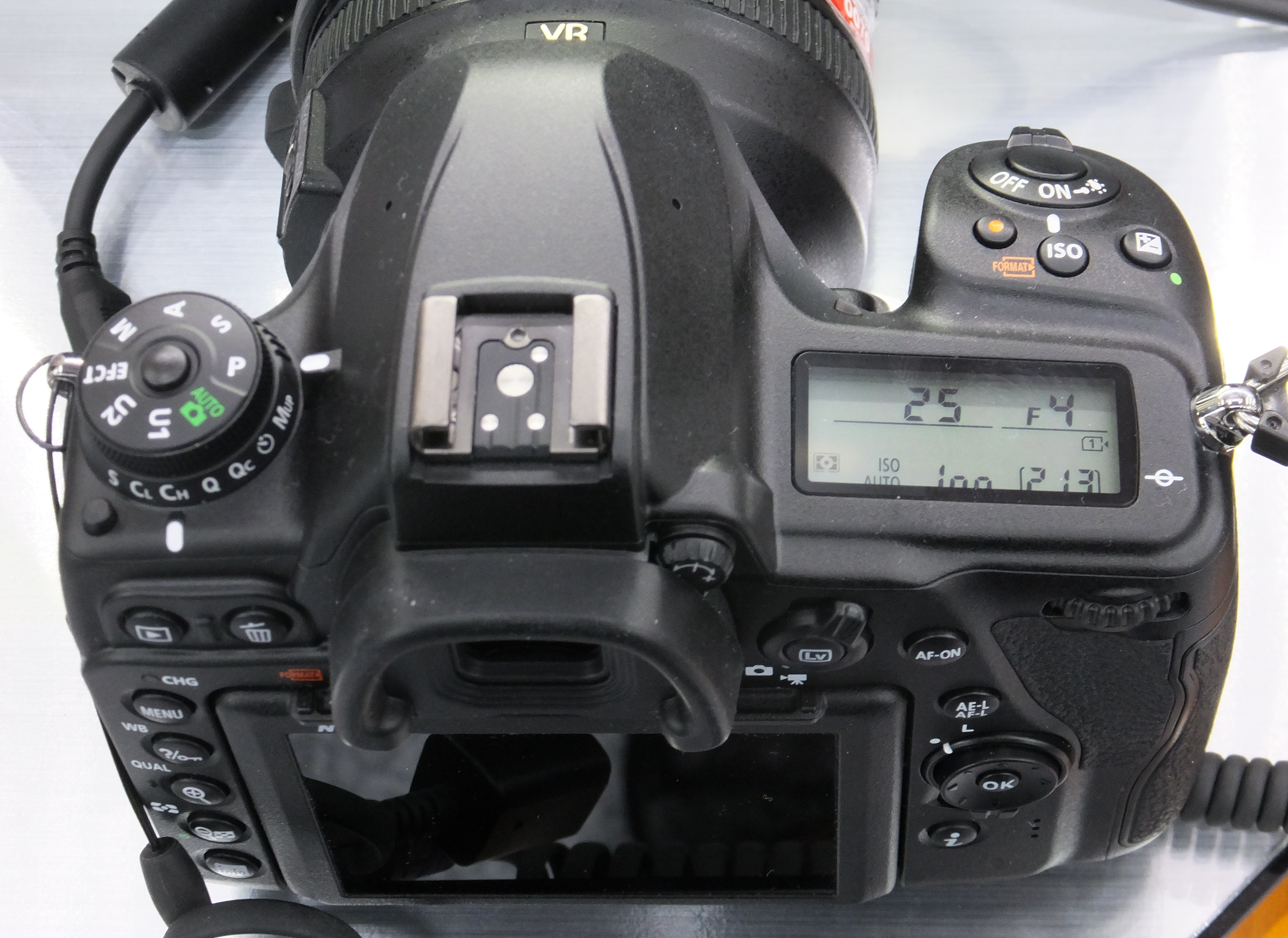
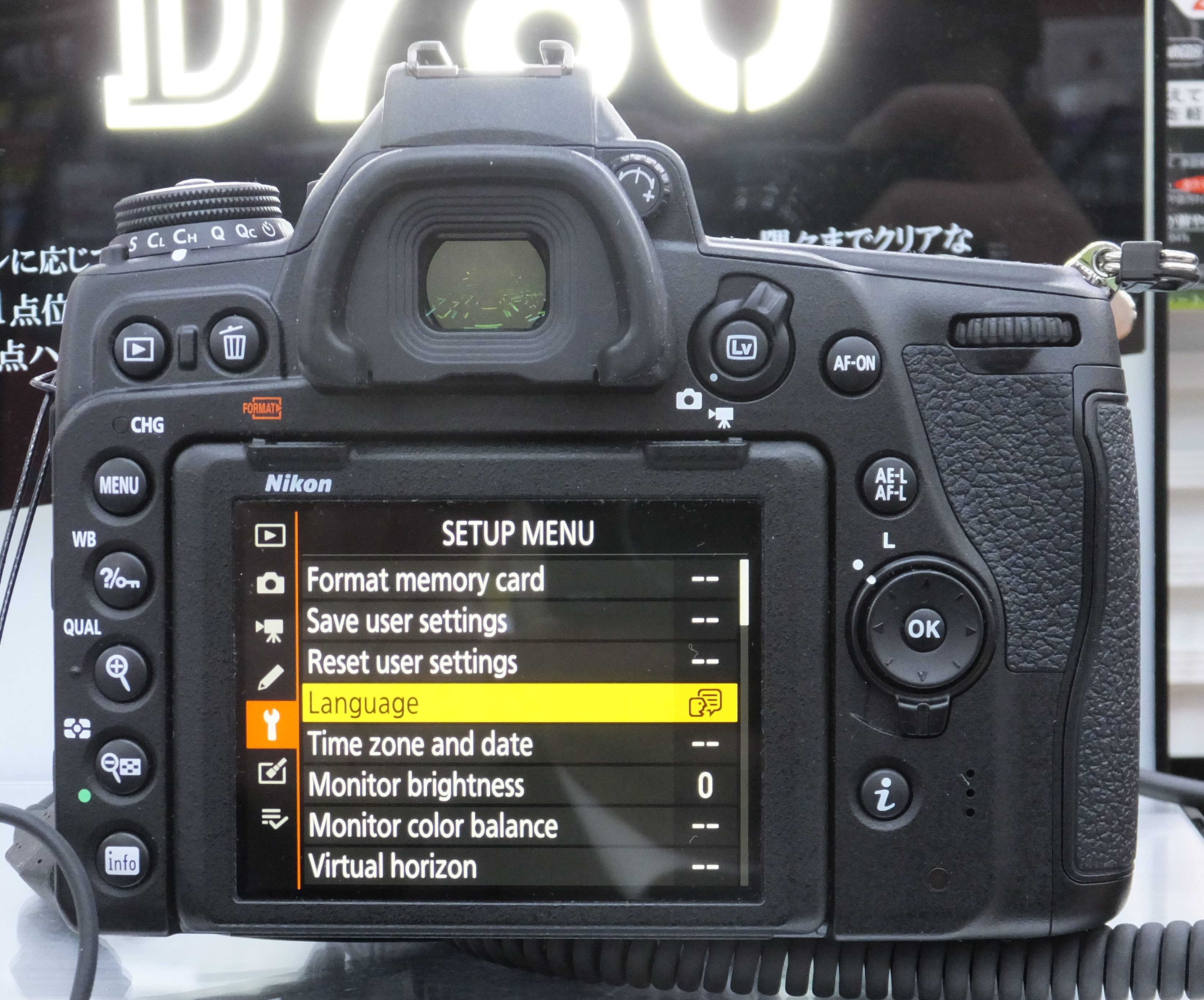
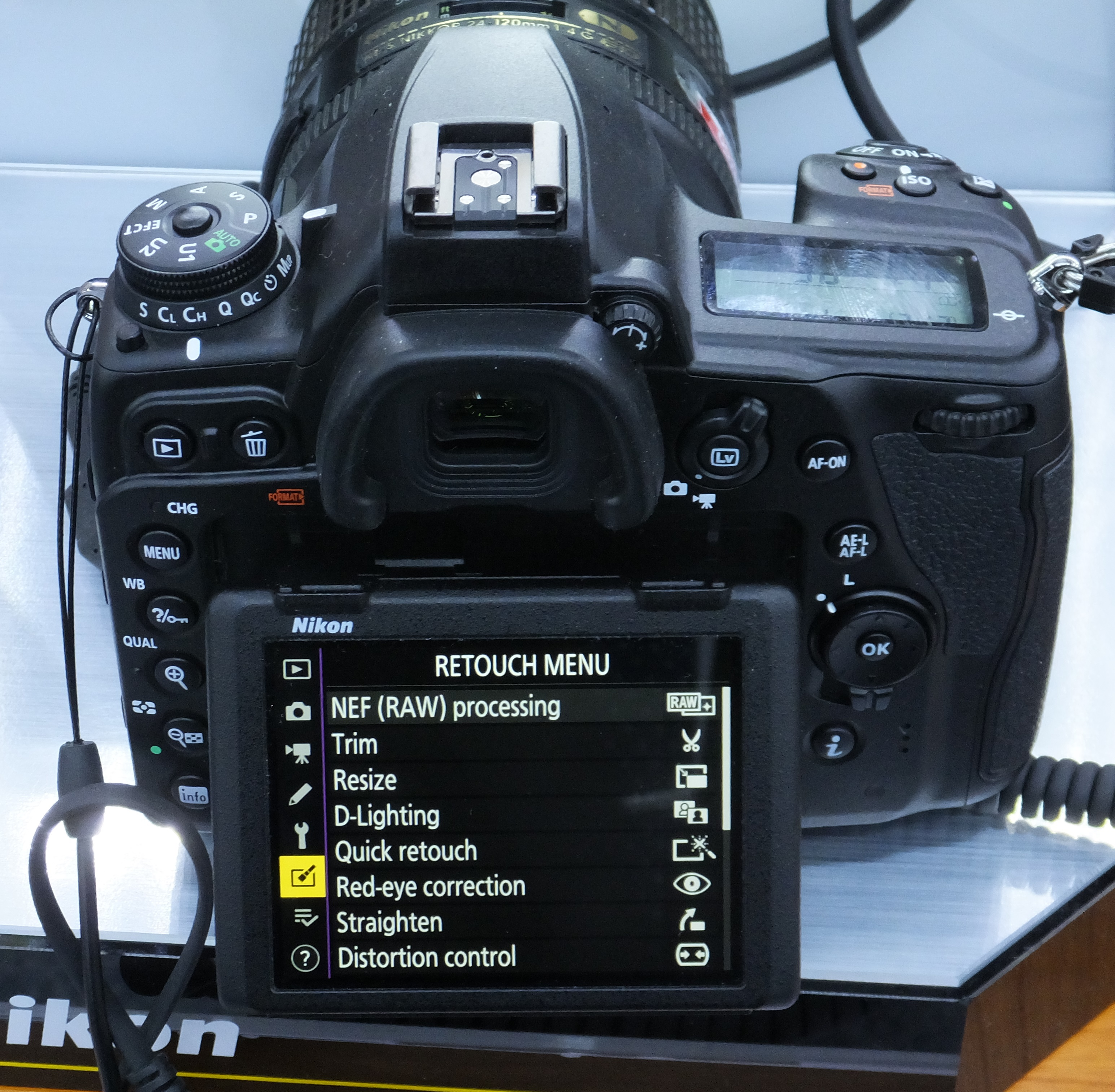
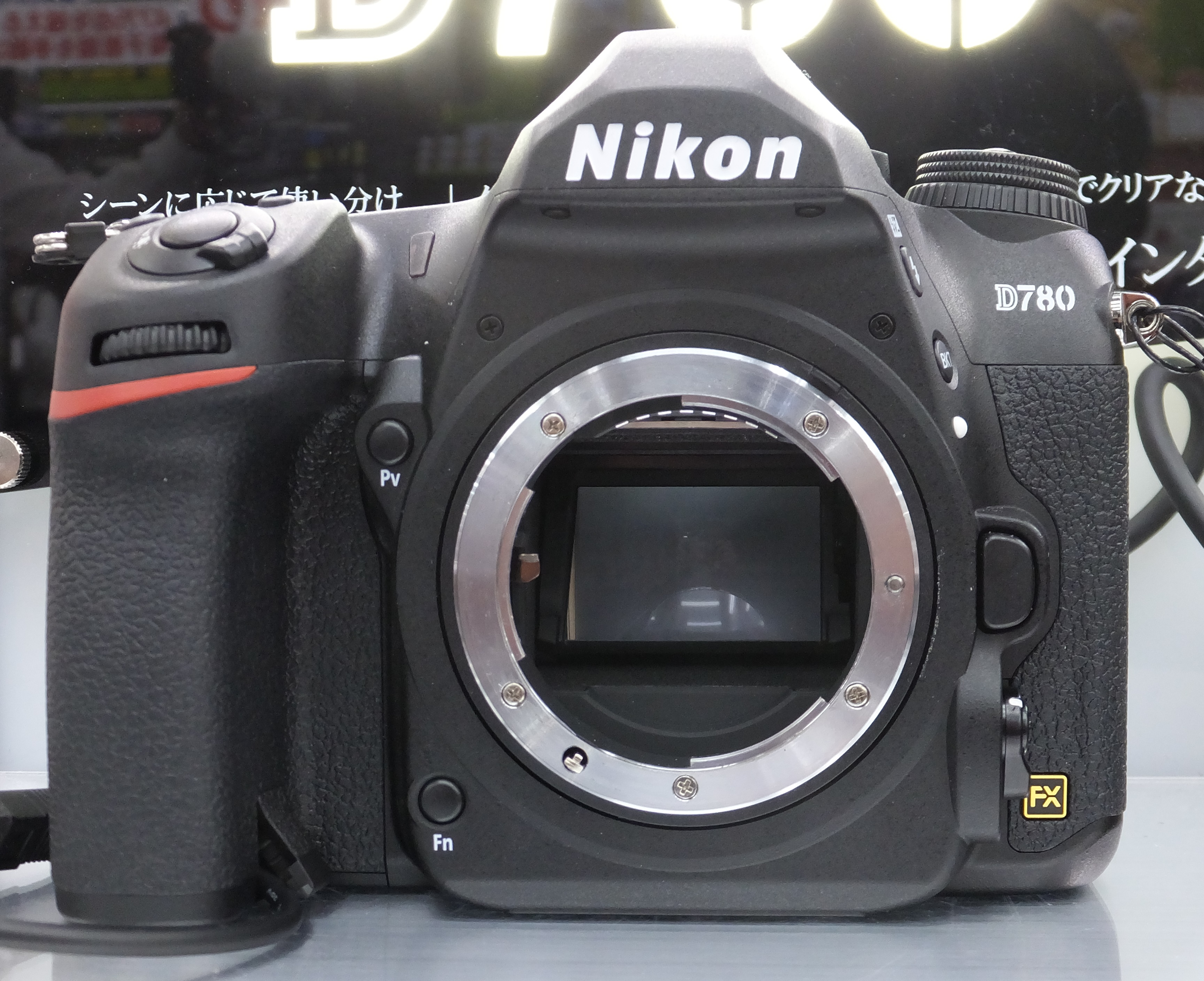

## Réception
DPReview appelle le D780 "un reflex numérique qui a beaucoup appris des hybrides". Il relève tout d'abord les différences entre le D750 et le D780, finissant avec le constat que ceux qui possèdent des objectifs à monture F devraient considérer ce boîtier s'il répond à leurs besoins. Ceux qui ne possèdent pas d'objectifs à monture F devraient plutôt s'intéresser au Nikon Z6.